# Chandrasekharand Saraswati
Chandrasekharand Saraswati (* 3. Februar 1930 in Tamil Nadu; † 30. März 2016 in Rishikesh) war ein Mönch des Swami-Ordens, Kundalini Vidya Meister und Begründer und Direktor des Patanjali Kundalini Yoga Care (PKYC).

## Leben
Chandrasekharanand Saraswati war das jüngste von elf Kindern einer wohlhabenden Brahmanen-Familie. Mit 15 Jahren besuchte er ein christliches College und war später als Elektro-Ingenieur für die Regierung sowie als Manager für eine Export-Gesellschaft in Mumbai tätig. Mit 26 Jahren verließ er sein Zuhause und begegnete seinem Guru Bodhanand Maharaj, der ihn in die Sannyasin einführte und ihn Kundalini-Vidya lehrte. Nach acht Jahren intensiver Übung vollendete er seinen Kundalini-Prozess. 1956 kam er nach Rishikesh, wo er am Ufer des Ganges lebte und Sanskrit, Vedanta, Yoga Sutra sowie andere spirituelle Texte studierte. Von 1963 bis 1988 wanderte er als Sadhu zweimal zu Fuß durch ganz Indien, studierte zahlreiche Texte, lernte die ayurvedische Heilkunst und übte sein Sadhana. Anschließend ließ er sich in Rishikesh nieder, wo er zunächst Sanskrit unterrichtete. Ende der achtziger Jahre gründete er Patanjali Kundalini Yoga Care (PKYC) in Knoxville (USA) und Rishikesh (Indien).

## Wirken
Saraswati interessierte sich für die Forschungen der Neurowissenschaften. Er war davon überzeugt, dass „Geist und Körper […] Manifestationen […] derselben Substanz sind“, „spirituelle Erfahrungen dem Menschen zuträglich“ seien und „sich die Spiritualität im menschlichen Organismus lokalisieren“ lasse.
1996 veröffentlichte Joan Shivarpita Harrigan erstmals das aus der engen Zusammenarbeit mit Chandrasekharanand Saraswati hervorgegangene Buch Kundalini Vidya: The Science of Spiritual Transformation. A Comprehensive System for Understanding and Guiding Spiritual Develeopment. Das in den folgenden Jahren immer wieder gemeinsam überarbeitete und erweiterte Werk fasst die grundlegenden Lehren des traditionellen Kundalini Vidya zusammen, wie sie Chandrasekharanand Saraswati gelehrt und praktiziert hat.
Über die theoretischen Grundlagen, die Arbeitsweise Saraswatis und deren Wirksamkeit berichten u. a. Dani Antman und Marci Shimoff, der klinische Psychologe, Direktor der Verhaltensmedizin der Universität Massachusetts und Abraham Maslow Preisträger 2005 Edward Bruce Bynum, Marietta Bittel und Tiamat S. Ohm.
Philip Goldberg beschreibt Chandrasekharanand Saraswati als „Nonguru“, der keine formellen Schüler annehme und keinen Personenkult zulasse, sondern die Schüler vielmehr zur Selbstgenügsamkeit und Unabhängigkeit ermutige. Sein Zentrum sei eher ein Bildungsinstitut als ein Ashram. Die Schüler kämen nur für relativ kurze Aufenthalte, um individualisierte Yoga-Übungen zu empfangen.